# 具志堅幸司
具志堅 幸司（ぐしけん こうじ、1956年〈昭和31年〉11月12日 - ）は、大阪府出身の元体操競技選手、日本体育大学名誉教授。ロサンゼルスオリンピック体操金メダリスト、財団法人日本体操協会北京オリンピック元男子強化本部長。

## 人物
- 清風高校を経て1978年に日本体育大学を卒業。
- 大学在学中にアキレス腱断裂、左足首骨折等の大ケガを克服。
- 1980年モスクワオリンピック日本代表（日本はボイコットのため不参加）。
- 1984年ロサンゼルスオリンピックでは、個人総合とつり輪で金メダル、跳馬で銀メダル、団体総合と鉄棒で銅メダルを獲得。
- 現役引退後は、ドイツ留学を経て日本体育大学男子体操競技部の監督として水鳥寿思選手らを育てた。2008年に開催された北京オリンピックで男子強化本部長と監督を務める。
- 2005年11月に紫綬褒章を受章[4]。
- 2012年10月、神奈川県教育委員会委員長に就任[5]、2017年3月で退任[6]。
- 2017年4月、日本体育大学学長に就任[7]、2021年3月31日で任期満了[8]。
- 2024年3月、日本体育大学を退職。

## エピソード
- 現役時代、演技に入る前に精神を集中させるため「突破突破…」という言葉を唱えており、ロサンゼルス五輪の時には視聴者の関心を集めた。
- 現役引退後、NHK杯体操の解説を行っていた際、当時具志堅幸司のあとを継いで日本チームのエースになった水島宏一がつり輪で力技が維持できず失敗した演技で、「水島君、こんなこと言ってごめんなさいね。パワーが不足しているんですよ」と直接語りかけるような解説で後輩に対して苦言を呈する場面があった。
- 試合前、唱えていた言葉は、「ハルチ、ウムチ、ツヅチ」。母校・大阪清風高の担任教師・桑原昭吉が授けてくれた。インタビューには「この言葉によって道が開けると信じているんです」と答えた。
- 平行棒の技「グシケン」に名を残す。

## 成績
- 1979年 NHK杯個人総合 優勝
- 1979年 フォートワース世界選手権（アメリカ）団体総合銀メダル、鞍馬銅メダル
- 1979年 中日杯 個人総合優勝
- 1980年  NHK杯個人総合 優勝
- 1980年 モスクワオリンピック（ソビエト）代表　※日本不参加
- 1980年 全日本選手権 個人総合優勝
- 1980年 中日杯 個人総合優勝
- 1980年 FIG体操ワールドカップトロント大会（カナダ）個人総合銅メダル
- 1981年  NHK杯個人総合 優勝
- 1981年 モスクワ世界選手権（ソビエト）平行棒金メダル、団体総合銀メダル、個人総合、床運動銅メダル
- 1981年 全日本選手権 個人総合優勝
- 1982年  NHK杯個人総合 優勝
- 1982年 全日本選手権 個人総合優勝
- 1982年 中日杯 個人総合優勝
- 1983年  NHK杯個人総合 優勝
- 1983年 ブダペスト世界選手権（ハンガリー）吊輪金メダル、個人総合銀メダル、団体総合銅メダル
- 1983年 中日杯 個人総合優勝
- 1984年  NHK杯個人総合 優勝
- 1984年 ロサンゼルスオリンピック（アメリカ）個人総合、吊輪金メダル、跳馬銀メダル、団体総合、鉄棒銅メダル
- 1984年 全日本選手権 個人総合優勝
- 1984年 メモリアルアーサーガンダー杯（スイス）個人総合 優勝
- 1985年 モントリオール世界選手権（カナダ）平行棒銅メダル、団体総合4位

## 著書
- 『突破!突破!限界への挑戦-努力する才能と信じる心』講談社、1985年